# France-Samoa en rugby à XV
Cet article présente l'historique des confrontations entre l'équipe de France et l'équipe des Samoa en rugby à XV. Les deux équipes se sont affrontées à quatre reprises. Les Français ont remporté les quatre rencontres.

## Historique
La première rencontre entre les deux équipes se déroule le 12 juin 1999 aux îles Samoa à l'occasion du premier match de la tournée d'été du XV de France. Longtemps accrochés (22-22 à l'heure de jeu), les Bleus s'imposent en fin de match sur le score de 39-22 en profitant de l'exclusion de deux joueurs des Samoa.
Il faut attendre dix ans pour revoir les deux équipes s'affronter. Au Stade de France, le XV de France écrase son adversaire sur le score de 45 à 3. 
Les deux sélections se retrouvent en 2012, toujours au Stade de France, pour un succès étriqué du XV de France (22-14).

## Confrontations
| No | Date             | Lieu                                 | Match          | Score   | Compétition |
| -- | ---------------- | ------------------------------------ | -------------- | ------- | ----------- |
| 1  | 12 juin 1999     | Apia Park, Apia, Samoa               | Samoa – France | 22 – 39 | Test match  |
| 2  | 21 novembre 2009 | Stade de France, Saint-Denis, France | France – Samoa | 43 – 5  | Test match  |
| 3  | 24 novembre 2012 | Stade de France, Saint-Denis, France | France – Samoa | 22 – 14 | Test match  |
| 4  | 12 novembre 2016 | Stadium municipal, Toulouse, France  | France – Samoa | 52 – 8  | Test match  |